# Jacinto Barquín
Jacinto Barquín   (l'Havana, 3 de setembre de 1915 - valor desconegut) fou un futbolista cubà de les dècades de 1930 i 1940.
Fou internacional amb la selecció de Cuba, amb la qual participà en la Copa del Món de futbol de 1938.
Pel que fa a clubs, destacà a Juventud Asturiana.